# クラレンドン法
クラレンドン法（英:Constitutions of Clarendon）は、1164年にイングランド国王ヘンリー2世によって制定された一連の立法上の手続きのことで、主に教会の管轄領域に対しての立法制定を指す。この法は教会と世俗法の領域への王権の拡大をもたらし、ヘンリー2世の治世に見られた王権の拡大の一部分をなした。

## 経過

### 当時のイングランドの状況と「堕落した聖職者」問題
この時代、イングランドでは大陸とは異なる独自の法慣習（コモン・ロー）がすでに一定の定着を見ていたが、一方で若い聖職者たちがイタリアに留学して持ち帰った教会法も取り入れられていた。イングランド土着の法慣習と教会法の間では、裁定や制度にかなりの相違があった上、教会法では最終的に教皇が上訴を受け入れることになっていたために、裁判権を確立したい王権との間に摩擦が生じた。同時に教会法に基づく裁判では、裁判手数料が教会に納められていたことや、教会所領についても教会法での裁判が行われていたために、この点でも裁判制度の一元化を目指す王権にとって障碍であった。そのためヘンリー2世が王権の拡大を目指していけば、いずれはこの教会法との衝突を避けられず、その結果がクラレンドン法と呼ばれる一連の立法であった。
立法の当初の目的は「堕落した聖職者」の問題に対処することだった。すなわち重罪を犯したにもかかわらず、教会裁判所で審議を受けたがために、厳罰を免れた聖職者について非難が上がり、論争となっていたのである。王が主催する一般の法廷とは異なり、聖職者の犯罪は特別な教会裁判所で裁かれたが、教会裁判所の判決は王の法廷より緩いものであった。聖職者による殺人については、教会裁判の判決では多くの場合、被告から聖位を剥奪するのみで終わったのに対し、王の法廷では、殺人罪に対して死罪か斬罪という重い罰則が適用された。

### ベケットの死と顛末
この問題に対し、ヘンリー2世はクラレンドン法で、教会裁判所が聖職者を裁判し、聖位を剥奪した場合、教会はすでにこの犯罪を犯した元聖職者を保護すべきでなく、さらに王の法廷でこの元聖職者を罰することができると定めることによって、この問題を解決しようとした。これに対し、当時のカンタベリー大司教であったトマス・ベケットは、特に「堕落した聖職者」に関する条項に強い反発を示した。ベケットは、どのような人物に対してであれ、同一犯罪に対し二度も罰則を課すことは「二重の危険」（"double jeopardy"）に他ならないとした。このベケットの批判に対し、ヘンリー2世はベケットとその親族の追放で応じた。
しかし、教皇がこの法に対して否定的な見解を表明するまで、イングランドの大部分の司教はこの条項に関して合意していた。激烈な論争の末、1170年12月29日にベケットは殺害された。このことによってベケットは殉教者として大変な尊崇を集めるようになったので、王は教会に妥協せざるを得なくなり、反逆罪で告発された以外の聖職者は教会裁判所で裁かれることが改めて定められ、クラレンドン法の条項の多くも廃止されたが、その残りは法慣習として定着した。国王裁判所の活動が活発化することにより、世俗の領域と宗教の領域との間に一線が引かれるようになったと評価できる。